# 艾智泉
艾智泉（1952年—），重庆人，汉族，中华人民共和国政治人物、第十一届全国人民代表大会重庆地区代表。
毕业于中央党校函授学院经济管理专业，是中共党员。担任重庆市人大常委会秘书长、党组成员，办公厅主任。2008年起担任全国人大代表。